# Annika Pleijel
Annika Pleijel, född Lundberg 19 december 1932 i Johannes församling i Stockholm, död 14 mars 2010 i Resteröds församling, var en svensk författare och översättare.

## Biografi
Annika Pleijel var 1964 till 1989  tillsammans med sin make Bengt Pleijel föreståndarpar på Åh stiftsgård.
Hon kom att lyssna på, trösta och uppmuntra många människor, och var engagerad i det själavårdsarbete som växte fram på stiftsgården, bland annat i kurserna "Hela hela människan". Egna upplevelser av att vara i skuggan av andra människor har hon beskrivit i sin bok Låt mig växa till. Hon har bland annat översatt Såsom hindens fötter som beskriver en personlighetsförvandling från en stängd värld ut i friheten.

### Familj
Annika Pleijel var från 25 maj 1956 till sin död gift med Bengt Pleijel och fick tillsammans tre barn. Hon var dotter till arkitekten Erik Lundberg och Ingegerd Lundberg, sondotter till konstnären och trädgårdsarkitekten Emma Lundberg samt brorsdotter till textilkonstnären Barbro Nilsson.

### Översättningar
- Hurnard, Hannah (1981). Såsom hindens fötter. översättning: Djurskog Margetha, Pleijel Annika. Ljungskile: Vetekornet. Libris 7749335. ISBN 9185462047
- Hurnard, Hannah (1983). I konungens fruktträdgård. översättning: Larsson Ulla, Pleijel Anne-Mette, Pleijel Annika. Ljungskile: Vetekornet. Libris 7749337. ISBN 91-85462-07-1
- Gordon, Bob (1985). Hur mycket mer. översättning: Pleijel Annika, Simonsson Göran. Ljungskile: Vetekornet. Libris 7749339. ISBN 91-85462-10-1
- Sibthorpe, Charles (1986). Ledd för att leda: en bok om kristet ledarskap. översättning: Pleijel Anne-Mette, Pleijel Annika. Ljungskile: Vetekornet. Libris 7749340. ISBN 9185462128
- Urquhart, Colin (1988). Strömmar av levande vatten. översättning: Pleijel Annika (Omarb. uppl.). Ljungskile: Vetekornet. Libris 7749343. ISBN 91-85462-16-0